# Saison 2016-2017 du Wydad Athletic Club
 (août 2016).
Si vous disposez d'ouvrages ou d'articles de référence ou si vous connaissez des sites web de qualité traitant du thème abordé ici, merci de compléter l'article en donnant les références utiles à sa vérifiabilité et en les liant à la section « Notes et références ».
Maillots
Dernière mise à jour : 18 septembre 2016.
Chronologie
Saison précédente Saison suivante
La saison 2016-2017 du Wydad AC voit le club remporter la Botola Pro, le championnat du Maroc. Il termine la Ligue des champions en demi-finales, battu par le club égyptien du Zamalek SC. En Coupe du trône, le club s'incline en huitièmes de finale face au Maghreb de Fès.

## Transferts
| Nom                    | Nationalité    | Poste      | Transfert           | Période       | Provenance/Destination             |
| ---------------------- | -------------- | ---------- | ------------------- | ------------- | ---------------------------------- |
| Arrivées               |                |            |                     |               |                                    |
| Anas Lemrabet          | Maroc          | Défenseur  | 300 M S             | Mercato d'été | MA Tétouan                         |
| Abdeladim Khadrouf     | Maroc          | Milieu     | 300 M S             | Mercato d'été | MA Tétouan                         |
| Youness Bellakhdar     | Maroc          | Défenseur  | Transfert (Gratuit) | Mercato d'été | MA Tétouan                         |
| Mouhcine Mouhtadi      | Maroc          | Milieu     | Transfert (Gratuit) | Mercato d'été | Raja de Casablanca                 |
| Fahd Aktaou            | Maroc          | Défenseur  | Transfert (Gratuit) | Mercato d'été | FC Dordrecht                       |
| Gomo Onduku            | Nigeria        | Milieu     | 150 M S             | Mercato d'été | CSM Studențesc Iași                |
| Chisom Chikatara       | Nigeria        | Attaquant  | 500 M S             | Mercato d'été | Abia Warriors FC                   |
| William Jebor          | Liberia        | Attaquant  | 300 M S             | Mercato d'été | SD Ponferradina                    |
| Bakaré Koné            | Côte d'Ivoire  | Milieu     | retour de prêt      | mercato d'été | Dibba Fujairah                     |
| Faical El Haddadi      | Maroc          | Milieu     | --                  | mercato d'été | TAS de Casablanca                  |
| Achraf Bencharki       | Maroc          | Attaquant  | 340 A D             | mercato d'été | Maghreb de Fès                     |
| Départs                |                |            |                     |               |                                    |
| Nabil El Oualji        | Maroc          | Défenseur  | Transfert (Gratuit) | Mercato d'été | Chabab Atlas Khénifra              |
| Khaled Zindine         | Maroc          | Milieu     | Transfert (Gratuit) | Mercato d'été | Union sportive Témara              |
| Ayoub Qasmi            | Maroc          | Défenseur  | Transfert (Gratuit) | Mercato d'été | HUS Agadir                         |
| Bilal Assoufi          | Maroc          | Milieu     | Transfert(Gratuit)  | Mercato d'été | KAC de Kénitra                     |
| Mokhtar Mohammed Cisse | Mali           | Attaquant  | Transfert           | Mercato d'été | KF Tirana                          |
| Bakaré Koné            | Côte d'Ivoire  | Milieu     | Transfert(360 k€)   | mercato d'été | Al-Ittihad Kalba SC                |
| hamza ouzal            | Maroc          | Gardien    | prêt                | Mercato d'été | Club Athletic Youssoufia Berrechid |
| Mehdi Edghoughi        | Maroc          | Milieu     | prêt                | Mercato d'été | JS Kasbat Tadla                    |
| Omar Sarbout           | Maroc          | Défenseur  | prêt                | Mercato d'été | JS Kasbat Tadla                    |
| Faical El Haddadi      | Maroc          | Milieu     | prêt                | Mercato d'été | JS Kasbat Tadla                    |
| Rachid Housni          | Maroc          | Milieu     | prêt                | Mercato d'été | Renaissance de Berkane             |
| Gomo Onduku            | Nigeria        | Milieu     | prêt                | Mercato d'été | Renaissance de Berkane             |
| Zouhair El Moutaraji   | Maroc          | Attaquant  | prêt                | Mercato d'été | HUS Agadir                         |
| zakaria amimi          | Maroc          | Défenseur  | prêt                | Mercato d'été | Chabab Atlas Khénifra              |
| John Toshack           | Pays de Galles | Entraîneur | congédiement        | Mercato d'été | Club sportif sfaxien               |
| Ibrahima Kieta         | Sénégal        | Attaquant  | --                  | Mercato d'été |                                    |

| Nom      | Nationalité | Poste | Transfert | Période         | Provenance/Destination |
| -------- | ----------- | ----- | --------- | --------------- | ---------------------- |
| Arrivées |             |       |           |                 |                        |
|          |             |       | --        | Mercato d'hiver |                        |
| Départs  |             |       |           |                 |                        |
|          |             |       | --        | Mercato d'hiver |                        |

## Résumé de la saison

### Botola Pro

#### Matchs
| Date       | J.  | Adversaire                  | Lieu                                | Score | Buteurs                                                |
| ---------- | --- | --------------------------- | ----------------------------------- | ----- | ------------------------------------------------------ |
| 01/10/2016 | 1re | Olympique Club de Khouribga | Stade du Phosphate, khouribga       | 2-3   | 12eFabrice Ondama 36e Fabrice Ondama 68e William Jebor |
| 16/09/2016 | 2e  | Chabab Atlas Khénifra       | Stade Mohamed V, Casablanca         | 3-1   |                                                        |
| 23/09/2016 | 3e  | Moghreb de Tétouan          | Stade Mohamed V, Casablanca         | 2-1   |                                                        |
| 07/10/2016 | 4e  | Renaissance de Berkane      | Stade municipal de Berkane, Berkane | 0-0   |                                                        |
| 15/10/2016 | 5e  | Chabab Rif Al Hoceima       | Stade du FUS, rabat                 | 2-1   | 11eFabrice Ondama 90eSalaheddine Saidi                 |

#### Classement
Le Wydad Athletic Club remporte le championnat.
| Rang | Équipe                | Pts | J  | G  | N | P | Bp | Bc | Diff |
| ---- | --------------------- | --- | -- | -- | - | - | -- | -- | ---- |
| 1    | Wydad Athletic Club V | 66  | 30 | 19 | 9 | 2 | 50 | 24 | +26  |

### Coupe du trône
| Tour                | Date       | Match  | Adversaire                | Lieu                         | Score | Buteurs                                                                              |
| ------------------- | ---------- | ------ | ------------------------- | ---------------------------- | ----- | ------------------------------------------------------------------------------------ |
| Seizièmes de finale | 11/05/2016 | aller  | Union Sportif Amal Tiznit | Stade Mohamed V, Casablanca  | 5-0   | Ibrahima Kieta Fabrice N'Guessi Yassine El Kordy Ibrahima Kieta Zouhair El Moutaraji |
| Seizièmes de finale | 23/06/2016 | retour | Union Sportif Amal Tiznit | Stade Massira , Tiznit       | 0-2   | Ismail El Hadad 13e, Ibrahima Kieta 36e                                              |
| Huitièmes de finale | 05/09/2016 | aller  | Maghreb de Fès            | Complexe sportif de Fès, Fès | 1-0   | But inscrit                                                                          |
| Huitièmes de finale | 11/09/2016 | retour | Maghreb de Fès            | Stade Mohamed V, Casablanca  | 1-1   | Reda El Hajhouj                                                                      |

### Ligue des champions
Le club participe à l'édition 2016 de la Ligue des champions de la CAF. Il doit disputer la phase de qualification, disputée sous forme de trois tours. 
Lors du tour préliminaire, le club est opposé au club nigérien de l'AS Douanes.
| Match aller  | Wydad Casablanca | 2-0 | AS Douanes |  |
| février 2016 |                  |     |            |  |

| Match retour | AS Douanes | 2-1 | Wydad Casablanca |  |
| février 2016 |            |     |                  |  |

En seizièmes de finale, il est opposé à CNaPS Sport, club de Madagascar
| Match aller | Wydad Casablanca | 5-1 | CNaPS Sport |  |
| mars 2016   |                  |     |             |  |

| Match retour | CNaPS Sport | 2-1 | Wydad Casablanca |  |
| mars 2016    |             |     |                  |  |

En huitièmes de finale, il est opposé au club de TP Mazembe.
| Match aller | Wydad Casablanca | 2-0 | TP Mazembe |  |
| avril 2016  |                  |     |            |  |

| Match retour | TP Mazembe | 1-1 | Wydad Casablanca |  |
| avril 2016   |            |     |                  |  |

La compétition se poursuit par une Phase de poules où le club est confronté au ASEC Mimosas, au ZESCO United FC et l'ASEC Mimosas.
| Rang | Équipe              | Pts | J | G | N | P | Bp | Bc | Diff |  | Résultats (▼ dom., ► ext.) |     |     |     |     |
| ---- | ------------------- | --- | - | - | - | - | -- | -- | ---- |  | -------------------------- | --- | --- | --- | --- |
| 1    | Wydad de Casablanca | 11  | 5 | 3 | 2 | 1 | 6  | 3  | +3   |  | Wydad de Casablanca        |     | 2-0 | 0-1 | 2-1 |
| 2    | ZESCO United FC     | 9   | 5 | 2 | 3 | 1 | 10 | 9  | +1   |  | ZESCO United FC            | 1-1 |     | 3-2 | 3-1 |
| 3    | Al Ahly SC          | 6   | 5 | 1 | 3 | 2 | 6  | 7  | -1   |  | Al Ahly SC                 | 0-0 | 2-2 |     | 1-2 |
| 4    | ASEC Mimosas        | 5   | 5 | 1 | 2 | 3 | 5  | 7  | -2   |  | ASEC Mimosas               | 0-1 | 1-1 | 0-0 |     |

En terminant en tête de son groupe, le club est qualifié pour les demi-finales, où il rencontre le Zamalek SC.
| Match aller | Zamalek SC | 4-0 | Wydad Casablanca |  |
| 2016        |            |     |                  |  |

| Match retour | Wydad Casablanca | 5-2 | Zamalek SC |  |
| 2016         |                  |     |            |  |

## Statistiques

### Buteurs (toutes compétitions)
| Rang | Joueur               | Botola Pro | Coupe du trône | Ligue des champions | Total |
| ---- | -------------------- | ---------- | -------------- | ------------------- | ----- |
| 1    | Fabrice Ondama       | 3          | 1              | 4                   | 8     |
| 2    | Reda El Hajhouj      | -          | 1              | 6                   | 7     |
| 3    | Ismail Haddad        | -          | 1              | 3                   | 4     |
| 4    | Ibrahima Kieta       | -          | 3              | -                   | 3     |
| 4    | William Jebor        | 2          | -              | 2                   | 4     |
| 4    | Salaheddine Saidi    | 2          | -              | 2                   | 4     |
| 6    | Abdeladim Khadrouf   | 1          | -              | 1                   | 2     |
| 6    | Walid El Karti       | -          | -              | 1                   | 1     |
| 6    | Abdellatif Noussir   | -          | -              | 1                   | 1     |
| 6    | Chisom Chikatara     | -          | -              | 1                   | 1     |
| 6    | Yassine El Kordy     | -          | 1              | -                   | 1     |
| 6    | Zouhair El Moutaraji | -          | 1              | -                   | 1     |